# Ak-Chin Community
Die Ak-Chin-Community, offiziell Ak-Chin Indian Community, ist ein Indianerreservat, das entlang des Santa Cruz River Valley im Pinal County, Arizona, liegt. Das Reservat wurde im Mai 1912 von Präsident William H. Taft mit einer Größe von 193 km² errichtet. Bereits im September reduzierte er das Reservat auf 89 km². Die Ak-Chin-Community wird von ca. 740 Personen bewohnt, je zur Hälfte von Tohono O'Odham (inklusive der Hia C-eḍ O'Odham) und Akimel O'Odham bewohnt sowie wenigen Yoeme.
Zum gemeinsamen Schutz gegen die Überfälle der feindlichen Apachen schlossen sich die verschiedenen O’Odham-Gruppen zusammen und bildeten eine neue Gruppe, die Ak-Chin O'Odham (auch Ak-Chin Au-Authm - ‘Volk, das an der Mündung des Arroyo (saisonal trockenes Flusstal) lebt’ oder ‘Volk, wo die WasserFluten im Sand – oder Boden – versickern’) Ak-Chin bezeichnet somit sowohl den Ort, wo durch heftige Sommerregen oder Schneeschmelzen, das Arroyo (saisonal trockenes Flusstal) sowie die angrenzenden Felder wieder geflutet werden, als auch die Technik des Überschwemmungs-Feldbaus, in dem die Überflutungen in künstlich angelegten Gräben, Deichen sowie Vertiefungen aufgefangen wurden.
Einzigartig ist das in dem Reservat beheimatete Ak-Chin Him Dak Eco-Museum, das sich nicht in einem Gebäude befindet. Die Artefakte des Museums sind die Alltagsgegenstände der Stammesmitglieder. Die Stammesmitglieder sind gleichzeitig die Kuratoren des Museums.
Außerdem beheimatet das Reservat das Harrah's Ak-Chin Kasino.

## Sprache
Die Ak-Chin O'Odham sprechen eine Variante der Sprache der O'Odham, das O'Odham ha-ñeʼokĭ, O'Ottham ha-neoki oder O'Odham ñiok, einer Pimic-Sprache (oder Tepiman) des südlichen Zweiges der Uto-Aztekischen Sprachfamilie. Innerhalb dieser Sprache treten wiederum mehrere Dialekte auf.